# Gracht

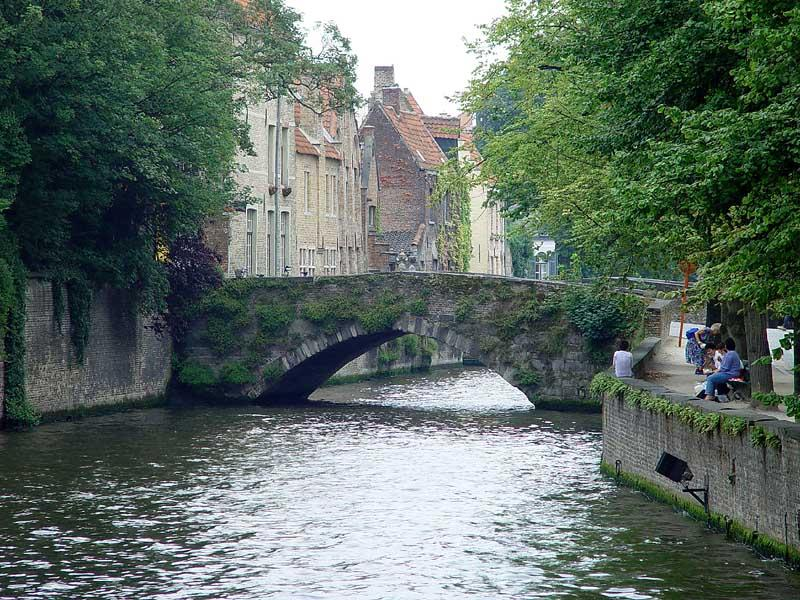
Gracht v belgickém městě Bruggy

Gracht /χrɑχt/ (množné číslo: grachten) je obecné nizozemské označení pro vodní kanály nebo příkopy.
V užším slova smyslu jsou grachty poměrně úzké vodní kanály probíhající městy. Typicky přes ně vede mnoho mostů. Např. v Amsterdamu byly grachty budovány již od 17. století a mají celkovou délku přes 80 km. K dalším městům, ve kterých byly tyto vodní kanály vybudovány, patří Haag, Delft a Leiden v Nizozemsku a Bruggy v Belgii. Pro návštěvníky těchto měst jsou procházky po uličkách vedoucích podél grachtů i okružní projížďky na člunech pro turisty velmi atraktivní.